# Viertel (Einheit)
Das Viertel ist eine alte deutsche Einheit.

## Zähl- und Stückmaß
Das Viertel war in Speyer ein Zähl- und Stückmaß. Bekannt ist das Maß seit dem 16. Jahrhundert, insbesondere beim Handel mit Eiern. Bis zwanzig Eier galt die direkte Stückzahl, darüber rechnete man nach dem Vielfachen des Viertels. So waren zum Beispiel zwei Viertel 50 Stück, fünf Viertel 125 Stück. Diese Rechnung ging bis elf Viertel mit 275 Stück.
Auch bei Heringen entsprach ein Viertel 25 Stück. Das halbe Viertel war auf 13 Stück festgelegt. Vier Viertel hatten 104 Stück. 13 Stück und 104 Stück sind begründet in dem ursprünglichen Wert des Viertels mit 26 Stück als Grundmaß.
Auch im Handel mit Krebsen war das Maß bekannt.
- 1 Viertel = 25 Stück

## Volumenmaß
Das Viertel war auch ein gebräuchliches Volumenmaß für Flüssigkeiten. In der Freien Stadt Frankfurt war ein Viertel der zwanzigste Teil eines Ohm, entsprechend 7,172 Liter. In der Maß- und Gewichtsordnung vom 17. August 1868 für den Norddeutschen Bund wurde die Umrechnung der Hamburger Maße in die Metrischen festgelegt:
- 1 Viertel = 7,2455 Liter
  - 1 Hektoliter = 100 Liter = 13,802 Viertel